# Māris Bružiks
Māris Bružiks (ur. 25 sierpnia 1962 w Pļaviņas) – łotewski lekkoatleta specjalizujący się w trójskoku, uczestnik letnich igrzysk olimpijskich w Barcelonie (1992). W czasie swojej kariery reprezentował również Związek Socjalistycznych Republik Radzieckich.

## Sukcesy sportowe
- sześciokrotny mistrz Łotwy w trójskoku – 1992, 1993, 1994, 1995, 1997, 1998[1]
- dwukrotny halowy mistrz Łotwy w trójskoku – 1993, 1996[2]

| Rok  | Miasto       | Zawody                    | Konkurencja | Wynik         |
| ---- | ------------ | ------------------------- | ----------- | ------------- |
| 1986 | Madryt       | halowe mistrzostwa Europy | trójskok    | złoty medal   |
| 1986 | Stuttgart    | mistrzostwa Europy        | trójskok    | srebrny medal |
| 1987 | Indianapolis | halowe mistrzostwa świata | trójskok    | 7. miejsce    |
| 1987 | Zagrzeb      | letnia uniwersjada        | trójskok    | brązowy medal |
| 1992 | Barcelona    | igrzyska olimpijskie      | trójskok    | 10. miejsce   |
| 1992 | Genua        | halowe mistrzostwa Europy | trójskok    | 4. miejsce    |
| 1993 | Toronto      | halowe mistrzostwa świata | trójskok    | srebrny medal |
| 1994 | Paryż        | halowe mistrzostwa Europy | trójskok    | 6. miejsce    |
| 1994 | Helsinki     | mistrzostwa Europy        | trójskok    | brązowy medal |
| 1995 | Göteborg     | mistrzostwa świata        | trójskok    | 10. miejsce   |
| 1996 | Sztokholm    | halowe mistrzostwa Europy | trójskok    | złoty medal   |

## Rekordy życiowe
- skok w dal – 7,91 – Donieck 08/09/1984
- trójskok – 17,56 – Ryga 03/09/1988 (rekord Łotwy)
- trójskok – 17,54 – Madryt 23/02/1986 (rekord Łotwy)